# Кочо
 Кочо (弘長) је јапанска ера (ненко) која је настала после Буно и пре Бунеи ере. Временски је трајала од фебруара 1261. до фебруара 1264. године и припадала је Камакура периоду. Владајући монарх био је цар Камејама.

## Важнији догађаји Кочо ере
- 11. јун 1261. (Кочо 1, дванаести дан петог месеца): Ничирен је протеран на Ито (Изо).[3]
- 19. март 1262. (Кочо 2, двадесетосми дан једанаестог месеца): Шинран умире у 90 години.
- 1. април 1263. (Кочо 3, двадесетдруги дан другог месеца): Ничирен је помилован.[3]